# Launedda

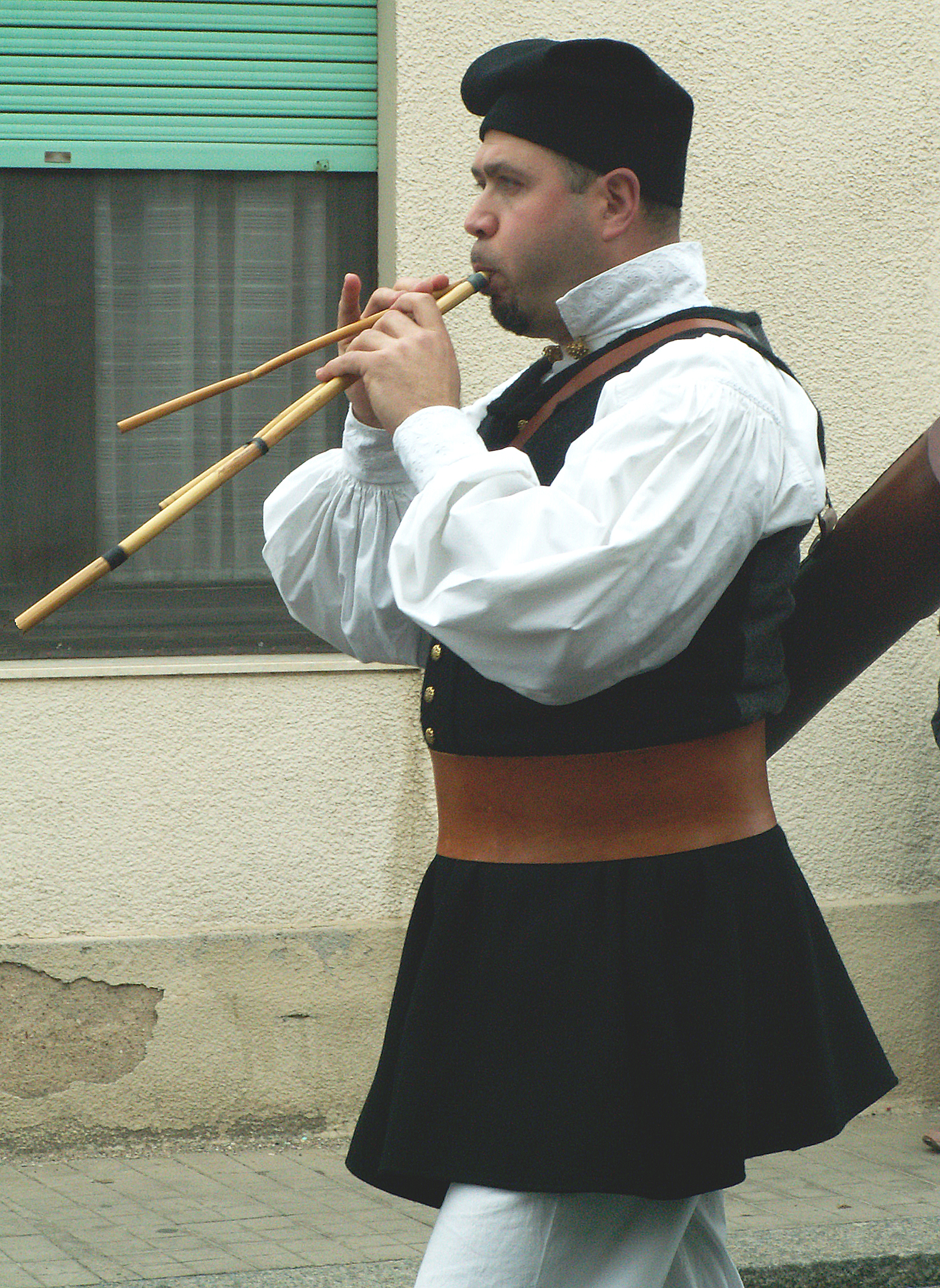
Launeddaspelare.

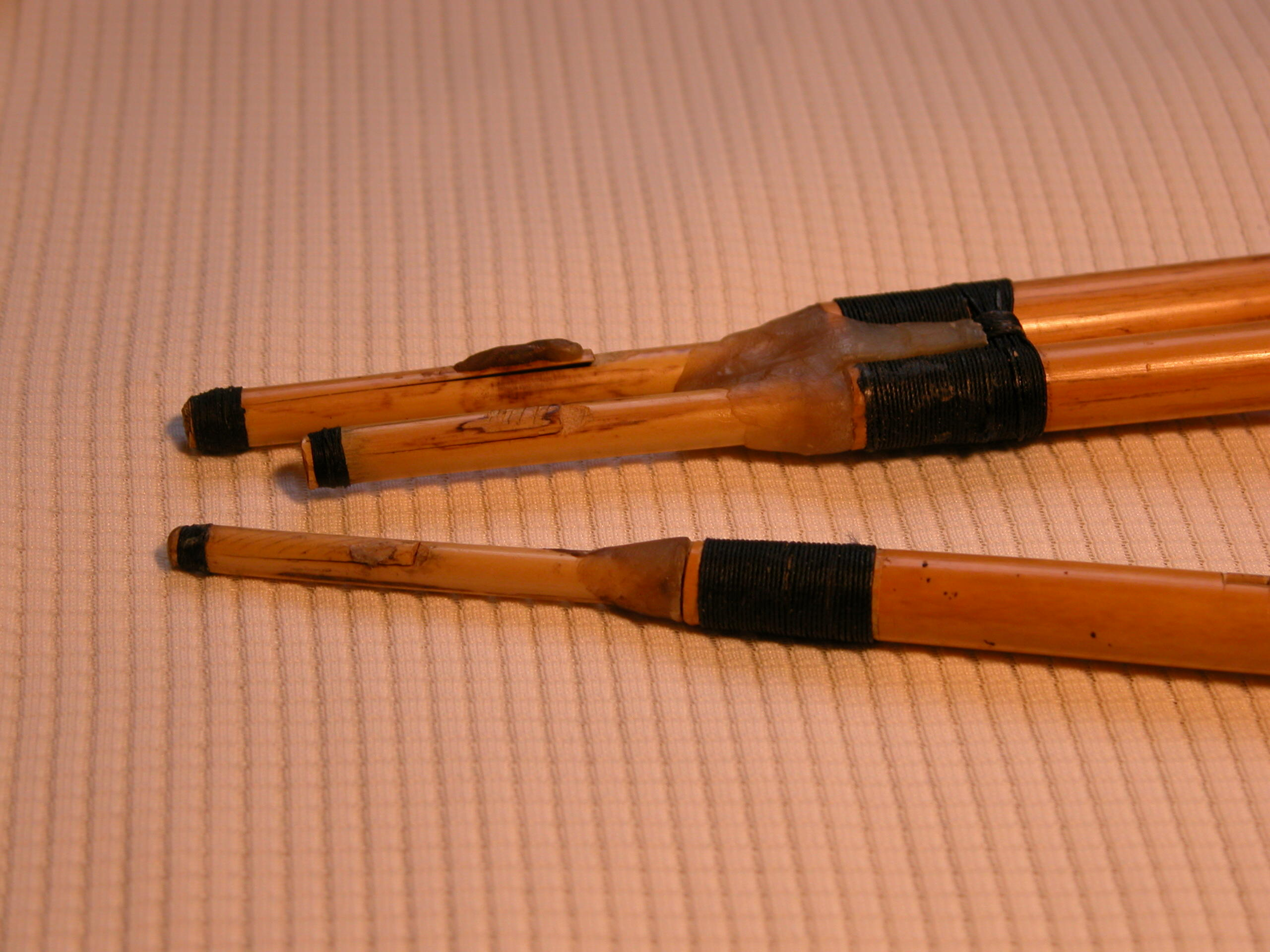
Närbild på rören i en launedda.

Launedda (även kallad trippelklarinett eller trippelpipa) är ett folkligt träblåsinstrument från södra Sardinien, möjligen av asiatiskt ursprung. Föregångarna till launedda kan spåras till omkring 2700 f. Kr. i Egypten, där vasspipor ursprungligen kallades ”memet”.
Launedda i sig själv kan härledas till 700-talet f. Kr. och används än idag vid religiösa ceremonier eller vid danser. Spelet utgörs av omfattande variationer på några få melodifraser och en enskild melodi kan pågå i över en timma och omfattar några av de mest elementära ljuden i europeisk musik.

## Beskrivning
En launedda har två femhålade melodirör och ett bordunrör som blåses samtidigt. Andningstekniken, cirkulerande andning, vid användning av instrumentet är speciell med munhålan fungerande som en luftreserv.